# 바위솔
바위솔(Orostachys japonica (Maxim.) A.Berger, 영어: rock pine, 일본어: 爪蓮華、昭和、秀女)은 주로 한국과 중국, 일본에 분포하는 여러해살이풀으로, 꽃이 피고 씨앗이 맺히면 죽는 것이 특징이다. 잎은 다육질인데, 뿌리에서 나오는 잎은 땅 위에서 Rosette 형태로 퍼지며 잎 끝이 굳어져 가시처럼 된다. 줄기에서 나오는 잎은 잎자루 없이 돌려나기 형태로 붙으며, 끝이 뾰족하지만 딱딱하지는 않다. 9월에 긴 총상차례에 빽빽이 피는 흰꽃에는 꽃자루가 없으며, 꽃받침잎과 한개의 포(화포)로 되어 있으며. 10개의 수술과 5개의 암술로 구성되며 꽃잎은 각각 다섯 장이다. 관상용으로 많이 심으며, 집 주변의 오래된 기와에서 흔히 볼 수 있는 품종으로 일명 와송(瓦松)이라고 표현한다.

## 관리 및 번식법
관리법 : 화분이나 화단의 바위나 기와에 흙을 조금 올려놓고 심으며, 물은 여름에는 2~3일 간격, 봄과 가을에는 4~5일 간격으로 준다.
번식법 : 11월에 열리는 종자를 이듬해 봄 화분이나 화단에 뿌린다.